# Château d'Hardricourt
Le château d'Hardricourt est un château du XIXe siècle entouré d'un parc arboré d'un hectare situé à Hardricourt dans les Yvelines en Île-de-France. Il appartient entre les années 1970 et 1976 à l'industriel Jean Barrault puis, après son décès, est vendu à Jean-Bedel Bokassa, dirigeant de Centrafrique. Le château passe ensuite entre les mains des nombreux héritiers du dirigeant africain.

## Historique
Au XIXe siècle, le château est construit à Hardricourt à une quarantaine de kilomètres de Paris, sur l'emplacement d'un précédent château de 1786. Il est doté d'une vingtaine de pièces (environ 550 m2 habitables), d'un toit en ardoise et d'une maison de gardien d'environ 100 m2. 
Le parc arboré d'un hectare du château et celui de quatre hectares du « château des Tourelles » (ancienne mairie) constituent un seul et même ensemble homogène, au centre du village, et domine la vallée de la Seine.  
Jean Élie Benjamin Barrault, industriel (ancien propriétaire de l'usine de batteries Baroclem) achète le château en 1970 et y vit jusqu'à son décès en octobre 1976. 
À la fin des années 1970, le château est acheté par Jean-Bedel Bokassa, dirigeant de la Centrafrique à partir de 1965, puis empereur de Centrafrique de 1976 à 1979.
Après avoir été chassé du pouvoir le 21 septembre 1979 au cours de l'opération Caban menée par les autorités françaises et après un exil de quatre ans en Côte d'Ivoire, l'ancien empereur Bokassa Ier est assigné à résidence dans ce château de décembre 1983 à octobre 1986, date à laquelle il quitte la France pour retourner en Centrafrique.
Après son décès le 3 novembre 1996, une longue procédure judiciaire de quatorze ans est entamée par l'administrateur judiciaire du domaine pour retrouver tous ses héritiers, soit 54 enfants dans le monde, dont 37 identifiés, qu'il a eu avec 17 épouses. Son fils aîné Georges Bokassa, prince à vie, ancien ministre de la Défense de son père, domicilié à 3 km au château de Mézy-sur-Seine, est le légataire universel et représentant de la succession. Au terme de cette procédure, le château est mis en vente au prix de 735 000 € et vendu aux enchères judiciaires le 12 janvier 2011 par le tribunal de grande instance de Versailles pour 915 000 €, afin de permettre à l'État français de recouvrer une petite partie des sommes que devait l'ex-souverain de Centrafrique à l'administration fiscale. 